# 麓谷公园站
麓谷公园站位于中华人民共和国湖南省长沙市岳麓区桐梓坡路与麓谷丽景路交叉口地下，是长沙地铁6号线的地铁车站，2022年6月28日开通。

## 车站周边
- 麓谷公园
- 桐梓坡西路
- 麓枫路
- 湖南师范大学第二附属中学
- 湖南商务职业技术学院